# Chiesa dei Santi Pietro e Ilario
La chiesa dei Santi Pietro e Ilario è un luogo di culto cattolico che si trova in via del Fosso 5, a Castiglion Fibocchi.
In origine antica cappella castellana, è citata nel 1304 come dipendente dalla pieve di San Quirico Sopr'Arno. Alla metà del Seicento fu elevata a pieve, e nel 1857, completamente ricostruita e ampliata oltre le mura, venne dichiarata arcipretura. La facciata a capanna è un rifacimento in stile classicista degli anni trenta del XX secolo. Sulla sinistra s'innalza la torre campanaria tardo-ottocentesca, edificata sui resti dell'antica torre civica. L'interno conserva una porzione di affresco raffigurante la Madonna in trono col Bambino (fine XV-XVI secolo).
L'immagine, staccata a massello da un edificio della zona, viene attribuita ad Agnolo di Lorentino, figlio di Lorentino d'Andrea, uno dei più fedeli collaboratori di Piero della Francesca.